# Klas Klättermus
Klas Klättermus (och de andra djuren i Hackebackeskogen) (norska: Klatremus og de andre dyrene i Hakkebakkeskogen) är en barnberättelse skriven och illustrerad av norrmannen Thorbjørn Egner. Den gavs ut första gången som barnbok 1953.
Huvudpersonen Klas är en yster poet och gycklare som bor i Hackebackeskogen. Han är inte mycket till matsamlare, och räknar kallt med att hans vänner skall förse honom med mat om det skulle knipa. Den största faran, som emellertid aldrig blir särskilt stor när det gäller Klas Klättermus, är skogens glupske Mickel Räv. Mårten Skogsmus är Klas flitige och ordentlige granne. Bamsefar är den starke och trygge fadersgestalten. 
Till boken finns ett antal visor av Thorbjørn Egner och Christian Hartmann. En av de mest kända visorna, som många känner igen är Grönsaksätarvisan - "Den som äter palsternackor, han går inte av för hackor, morot, selleri och dill är inte heller illa" osv. I en intervju sade Egner att han först skrev visan om Bamsefars födelsedagskalas och berättade om Bamsefar och hans värld i sitt radioprogram Barnetimen. Han blev så förtjust i denna ljusa varma värld att han skrev en hel bok om den.
Det finns de som menar att[källa behövs] förebilden till Klas Klättermus var böckerna om djuren i Vänliga Skogen (Hoppentott i Vänliga Skogen och Tummelunsarna i Vänliga Skogen) som Edith Unnerstad skrev 1938 resp 1947. Många av figurerna är i det närmaste identiska och handlingen är också väldigt lik med Mickel Räv (Mikael Räv i Vänliga skogen) som den farliga figuren som vill äta upp de andra djuren. 
Den svenska översättningen gjordes av Håkan Norlén.
Berättelsen filmades som dockfilm 1955, som TV-filmen Klas Klättermus 1969 och som animerad film 2016, med titeln Klas Klättermus och de andra djuren i Hackebackeskogen (Dyrene i Hakkebakkeskogen).
Berättelsen har även getts ut som ljud-CD med Magnus Härenstam som berättarröst.